# Fons Europeu Agrícola de Desenvolupament Rural
El Fons Europeu Agrícola de Desenvolupament Rural (FEADER) és un instrument de finançament i programació de la Política Agrícola Comuna (PAC), especialment el «segon pilar» de la PAC (aparegut en l'Agenda 2000 europea i formalitzat per un Reglament comunitari, en el desenvolupament rural), el «primer pilar» està dedicat «a les mesures de mercat» i els ajuts anomenats de «superfície». El seu objectiu és millorar aquesta gestió i la política de control de desenvolupament rural per al període 2007-2013 i 2014-2020.

## Objectius
D'acord amb el Parlament Europeu (2013), l'objectiu del segon pilar de la PAC és: «establir un marc coherent i sostenible per garantir el futur de les zones rurals sobre la base, en particular, de la seva capacitat per proporcionar una gamma de serveis públics més enllà de la simple producció d'aliments i el potencial de les economies rurals per crear noves fonts d'ingressos i ocupació a la vegada que protegeix el patrimoni cultural, medi ambient i el patrimoni de les zones rurals.»

### FEADER 2007-2013
Es dirigeix principalment a ajudar i millorar: 
- la competitivitat de l'agricultura i la silvicultura;
- el medi ambient i el paisatge;
- la qualitat de vida a les zones rurals i fomentar la diversificació de l'economia rural.

### FEADER 2014-2020
Amb el Fons Europeu d'Orientació i Garantia Agrícola finançarà el segon pilar de la PAC després del 2013: 
- d'acord amb l'estratègia Europa 2020 de més de 10 anys per impulsar una economia europea sostenible, i més concretament en aquest marc, amb tres objectius principals de la PAC: 
  - la producció viable d'aliments,
  - gestió sostenible dels recursos
  - desenvolupament rural equilibrada;
- l'enfortiment de l'exigència del progressió a l'agricultura més sostenible, la qual cosa implica l'obligació d'integrar les mesures agroambientals en els programes de desenvolupament rural;
- després que cada Estat membre hagi presentat un «acord d'associació», explicant com el «marc estratègic comú eEuropeu» serà aplicat pels fons europeus al seu país, respecte dels objectius quantificats de la Comissió Europea, que s'aconseguirà el 2020, per a la investigació i la innovació, l'eficiència energètica i el desenvolupament sostenible, l'ocupació, l'educació i la reducció de la pobresa;
- abandonar la possibilitat de finançament per Europa de la jubilació anticipada.

## Estratègia nacional
Cada Estat membre elaborarà un pla estratègic nacional de conformitat amb les directrius que van ser adoptades per la Unió Europea. Cada estat membre remetrà, a continuació, el seu pla estratègic nacional a la Comissió, abans de presentar els seus programes de desenvolupament rural.